# 川戸台遺跡
川戸台遺跡（かわとだいいせき）は、茨城県古河市牧野地にある製鉄・鋳造関連遺跡。主に平安時代・8～10世紀に使用されていたと考えられる。

## 発掘調査
遺跡の所在地は、渡良瀬川に近接した牧野地台地の南端部にあり、現在は古河総合公園から西に約200mの位置で、公園と松月院御所塚間の道路の一部と周辺の畑地が相当する。この付近は以前から、須恵器・土師器等の破片や鉄滓（砂鉄を溶かしたときに出る不純物）が見つかることから、古代の製鉄遺跡であることが知られていた 。
同地において、平成21年（2009年）10月から22年6月、道路改良工事に先立ち、約400平方メートルの範囲で発掘調査が行われた。その結果、遺構としては、古墳時代の竪穴遺構 2軒、平安時代の製鉄・鋳造工房跡 1か所、鋳造系排滓場 3か所、製錬系排滓場 1か所、製錬炉 1基、溶解炉 1基、鍛冶炉 1基、炭窯 1基、その他にも、粘土採掘抗 2群、柱穴 1か所、溝跡 4条、近世以降の溝跡 4条が発見された。工房跡は、実際の発掘では長さ7.8m、幅5.7m、最大厚90cm の規模で検出されたが、未発掘部を含む全体では、谷の東側斜面に沿った幅20m、厚さ1.5～1.6mの範囲が、製鉄・鋳造関連の廃棄物と工房面で埋め尽くされていたと考えられる。
遺物としては、縄文土器、土師器、須恵器、灰釉陶器、古代軒丸瓦（軒先に用いる丸瓦）、さらには、製鉄関連として、炉壁、大口径羽口、滓類、ルツボ、鋳型（鍋、獣脚付き鍋、把手付き片手鍋、梵鐘、羽釜、栓状等）、鉄塊系遺物があった。これら製鉄関連遺物は、出土した土器の年代観から9世紀の中頃および後半のものと推定されている。同様の遺物は関東各地で出土されるが、他では鋳型片の出土数が数十から数千点であるのに対して、本遺跡では 24,000点を超え、重量も500kg に達することから、他には見られない大規模な製鉄拠点であったと推定される。

## 考察
遺物のうち鉄鍋について、陸奥・多賀城や出羽・秋田城で出土した鉄鍋との類似点が指摘されている。鉄鍋が生産された8～10世紀は、桓武天皇に代表される律令国家の「征夷」の時期と重なっており、川辺台遺跡の生産品が多賀城や秋田城に供給されたのであれば、古河地域も東北地方で戦う律令軍の兵站基地となっていた可能性がある。この時期には、関東各地から兵士や軍事物質・兵糧が東北に送られており、本遺跡もその一例として位置付けられる。
立地条件については、牧野地台地の林から木材が供給され、隣接する渡良瀬川や利根川の河床から原料となる砂鉄が得られた点からも、製鉄に適していたと考えられる。製品輸送についても、河川を用いた水運が利用できたこと、また、東北地方につながる古代の幹線道路が古河を通過したと考えられることから、陸路輸送も可能であり、交通の便からも適していた。なお、古河市に隣接する八千代町でも、同じ時期の製鉄遺跡：尾崎前山遺跡が発見されており、両遺跡に共通する背景も関心事である。

## 現況
埋め戻されて道路と畑地になっている。なお発掘調査結果を受けて、遺跡の一部については破壊を防ぐために、道路の設計が変更されている。